# Antonio Mancini
Antonio Mancini (14. listopadu 1852, Albano Laziale – 28. prosince 1930, Řím) byl italský malíř. Studoval v Neapoli a v roce 1870 získal uznání na pařížském Salonu, kde vystavil dva ze svých obrazů. O tři roky později ukončil studium a otevřel si ateliér v Římě.

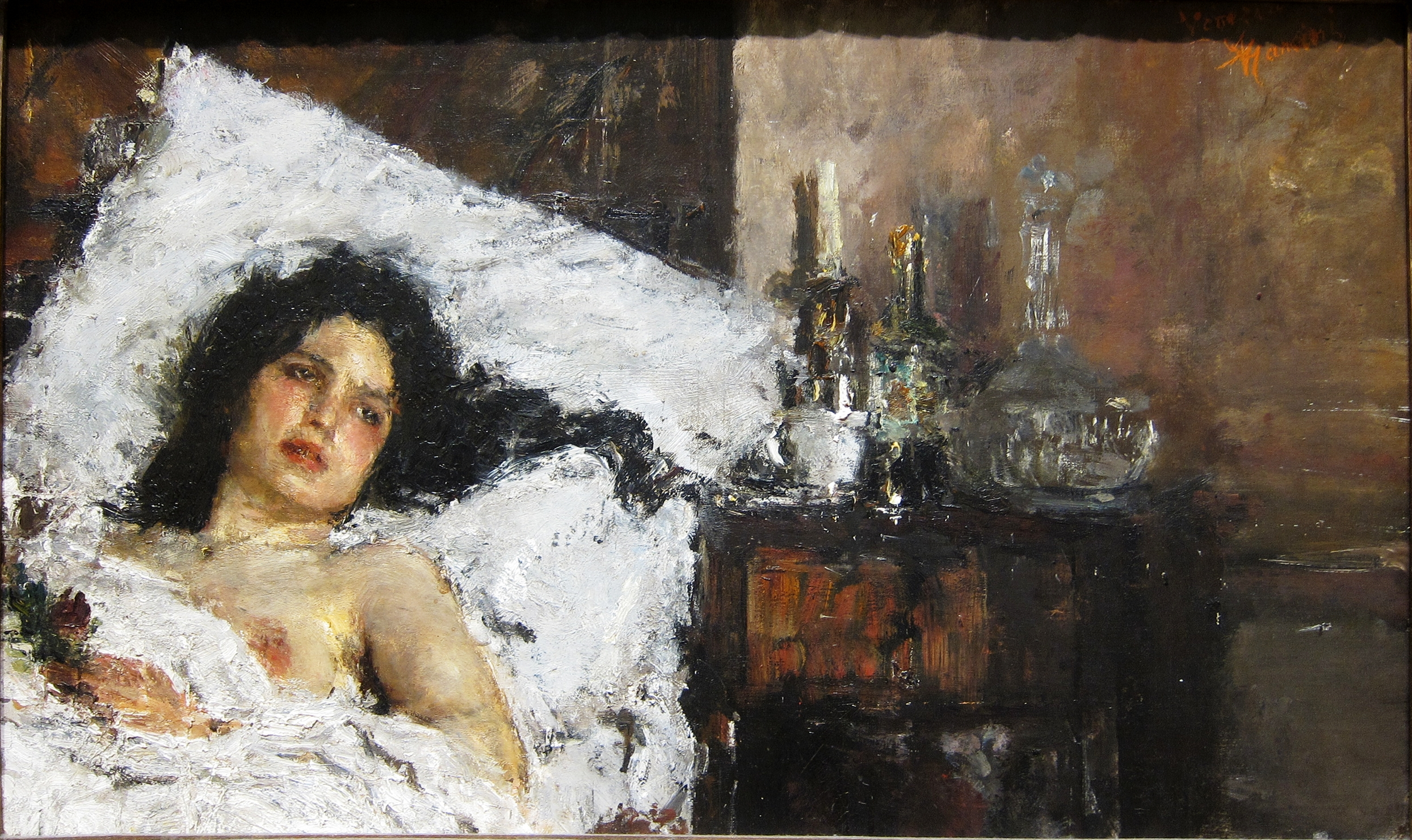
Antonio Mancini: Aurelia, olej na plátně, 1887

Roku 1877 Mancini odjel do Francie, kde na něho měli vliv mimo jiné impresionisté Edgar Degas a Édouard Manet. Významně ho ovlivnil jeho přítel malíř John Singer Sargent, který ho pozval do Londýna.
Roku 1881 trpěl Mancini častými depresemi, což si vyžádalo mnohatýdenní pobyt v nemocnici. Pak se rozhodl vrátit do Říma, kde žil příštích dvacet let. Zde se seznámil s prostitutkou Aurelií, známou jako La Cornacchia, a začal s ní žít; Aurelia se také často objevuje na jeho obrazech. V letech 1903 až 1918 žili ve Frascati.
Po první světové válce Mancini přijal práci profesora malby na Accademia d'Italia, a tento post zastával až do své smrti.